# Furong (köpinghuvudort i Kina, Zhejiang Sheng, lat 28,30, long 121,03)
Furong (kinesiska: 芙蓉, 芙蓉镇) är en köpinghuvudort i Kina. Den ligger i provinsen Zhejiang, i den östra delen av landet, omkring 230 kilometer söder om provinshuvudstaden Hangzhou. Antalet invånare är 25 758. Befolkningen består av 12 391 kvinnor och 13 367 män. Barn under 15 år utgör 15,0 %, vuxna 15-64 år 74 %, och äldre över 65 år 10,0 %.
Runt Furong är det tätbefolkat, med 819 invånare per kvadratkilometer. Närmaste större samhälle är Hongqiao, 8,6 km söder om Furong. I omgivningarna runt Furong växer i huvudsak blandskog.
Genomsnittlig årsnederbörd är 2 023 millimeter. Den regnigaste månaden är juni, med i genomsnitt 334 mm nederbörd, och den torraste är januari, med 74 mm nederbörd.